# Agustí Torelló i Ros
Agustí Torelló i Ros (Sant Sadurní d'Anoia, 21 de novembre del 1863 – Barcelona, 13 de desembre del 1932) va ser violinista, director d'orquestra, compositor i professor de música.

## Biografia
Provenia de família de músics, el seu avi i el seu pare havien estat contrabaixistes de conjunts locals, i el seu germà Antoni va ser un contrabaixista d'anomenada. Encara tingué altres germans músics, com Rafael i Pere Torelló i Ros; un cosí segon, Antoni Torelló i Romeu, era violí director de l'orquestrina local Els Escolans. Agustí Torelló va tocar el violí amb l'orquestra familiar Els Escolans. Posteriorment es traslladà a Barcelona, on dirigí l'Orquestra Simfònica de Barcelona i la del Liceu (ja el 1895), i va ser concertista amb l'Orquestra Pau Casals. L'any 1899 era president del "Centro Musical de Barcelona". L'any 1901 anuncià que plegava de director de l'orquestra Unión Artística; poc després, i juntament amb el seu germà Pere de contrabaixista, cofundava la Unión Filarmónica de Barcelona, amb Josep Nori, que dirigí entre els anys 1901 i 1930. També es dedicà a l'ensenyament de la música, i el 1897 va ser admès com a professor de violí de l'Escola Municipal de Música; el 1920 ho era del conservatori del Liceu i durant molts anys s'anuncià a la premsa barcelonina com a professor particular de violí.
Compongué les americanes La campesina, per a piano (1889), i Niceta (1900) per a orquestra.
Agustí Torelló i el seu fill Josep Maria van ser socis de la Societat Econòmica Barcelonesa d'Amics del País. La seva filla Mercè Torelló i Solà tocà l'arpa en l'orquestra del Liceu. Tingué encara un tercer fill, Agustí.